# Palacio (Ávila)
Palacio es una localidad perteneciente al municipio de Sotalbo, en la provincia de Ávila, comunidad autónoma de Castilla y León, España. En 2018 contaba con 31 habitantes.